# Galiny, Gmina Bartoszyce
Galiny [ɡaˈlʲinɨ] (tiếng Đức: Gallingen) là một ngôi làng thuộc khu hành chính của Gmina Bartoszyce, thuộc huyện Bartoszycki, Warmińsko-Mazurskie, ở phía bắc Ba Lan, gần biên giới với tỉnh Kaliningrad của Nga.
Ngôi làng được đề cập lần đầu tiên vào năm 1336. Năm 1468, Chưởng môn của Hiệp sĩ Teutonic, ông Heinrich Reuss von Plauen, đã trao ngôi làng như một người đáng kính cho Went von Eulenburg (Yleburg), một thành viên của Nhà Wettin, và Gallingen vẫn là tài sản của gia đình Eulenburg cho đến năm 1945, khi chủ sở hữu cuối cùng Botho Wendt zu Eulenburg, bị trục xuất về Liên Xô.
Ngôi nhà trang viên có từ năm 1589 và được xây dựng bởi Botho zu Eulenburg. Ban đầu nó có hình chữ "U" và được bao quanh bởi một con hào đầy nước và một cây cầu. Trang viên không bị phá hủy trong Thế chiến II nhưng dần dần bị hủy hoại trong những năm sau chiến tranh. Từ năm 1995, nó được xây dựng lại và ngày nay được sử dụng như một khách sạn.